# .re
.re és el domini de primer nivell territorial (ccTLD) de l'Illa de la Reunió. L'administra AFNIC, igual que el .fr i el .tf.
Des del 6 de desembre de 2011, les regles per registrar dominis francesos han canviat. El propietari d'un domini ja no ha de tenir la seu a França. Tots els particulars, empreses i organitzacions europeus poden registrar dominis francesos. Això inclou no sols els dominis .fr, sinó també els .re.
A més de registres directament al segon nivell, es poden fer al tercer per sota d'aquests noms:
- .asso.re: associacions
- .nom.re: cognoms
- .com.re: comercial (sense restriccions)